# Sewall S. Farwell
Sewall Spaulding Farwell (ur. 26 kwietnia 1834 w Keene, zm. 21 września 1909 w Monticello) – amerykański polityk, członek Partii Republikańskiej.

## Działalność polityczna
Od 1865 do 1869 zasiadał w Senacie Iowy. W okresie od 4 marca 1881 do 3 marca 1883 przez jedną kadencję był przedstawicielem 2. okręgu wyborczego w stanie Iowa w Izbie Reprezentantów Stanów Zjednoczonych.